# Arnitzbach
Der Arnitzbach ist ein Bach im (Bezirk Lienz). Er entspringt an den Nordhängen der Villgratner Berge und mündet zwischen Mitteldorf  (Gemeinde Virgen) und Ganz (Gemeinde Matrei in Osttirol) in die Isel.

## Verlauf
Der Arnitzbach entspringt an den Nordhängen zwischen Stanzling und Deferegger Riegel und mündet bereits kurz unterhalb des Ursprungs in den Arnitzsee. Er fließt danach weiter nach Norden und nimmt unterhalb des Arnitzsees sowie im Bereich der Arnitzwiesen weitere Quellbäche auf. Der Arnitzbach fließt im Oberlauf noch an der Arnitzalm vorbei, im Mittellauf sind die Ufer des Baches hingegen bewaldet. Im Unterlauf durchfließt der Arnitzbach durch eine Waldschlucht und stürzt über einen kleinen Wasserfall. Nach dem Eintritt ins Virgental mündet der Arnitzbach rechtsseitig in die Isel. Der Arnitzbach liegt im Ober- und Mittellauf im Gemeindegebiet von Matrei in Osttirol, im Unterlauf bildet er über weite Strecken die Gemeindegrenze zwischen den beiden Gemeinden. Der Mündungsbereich liegt hingegen vollständig auf Virger Gemeindegebiet.